# 大阪府立泉大津高等学校
大阪府立泉大津高等学校（おおさかふりつ いずみおおつこうとうがっこう）は、大阪府泉大津市にある公立高等学校。

## 概要
全日制普通科を設置する。1941年に大阪府立としては15番目となる高等女学校として設立された。
希望者を対象に、ベトナムやカンボジアでの海外ボランティア活動を実施していた。ホームステイや現地の高校との交流、孤児院へのボールペン寄付、日本語学校での講師体験などを行っていた。
校内には「考古資料室」が設置され、地歴部の生徒らが発掘した古代の遺物などが収蔵されている。また情報の選択科目では生徒が考古資料室の収蔵品を整理してデータベース化し、ウェブ上で公開するなどの取り組みもおこなっていた。大阪府立弥生文化博物館と連携した博学連携の取り組みも行われていた。
2012年に情報活用専門コースを設置。2013年にはビジネス情報コースへ改名し、進路実現のための資格習得・活用を図っている。その後、ビジネス情報コースは、泉大津市と結ぶシティープロモーション協定を最大限に活用し、泉大津市のキャラクターである「おづみん」とともに将来のキャリアについて学ぶコースであったが、令和元年度入学生を以てコース閉鎖となった。

## 沿革
当時の泉北郡で、旧制鳳中学校に対応する高等女学校として開校が計画され、1941年2月に文部省より設立が認可された。当初は大阪府立第十五高等女学校の名称での認可であったが、開校直前に大阪府立大津高等女学校へ改称している。
1941年4月15日、泉大津町中央国民学校を仮校舎として開校した。泉北郡大津町大字豊中479番地の現在地に新校舎が建設されることになり、翌1942年9月に新校舎が竣工して移転した。
5年制の高等女学校だったが、戦時体制により、1941年入学の1期生は4年修了時の1945年2月に繰り上げ卒業となっている。
学制改革により1947年には併設中学校（新制中学校）を一時的に設置し、同年度2・3年の生徒を併設中学校に移行した。1948年には新制高等学校の大阪府立大津高等学校となり、大阪府立鳳高等学校（旧制大阪府立鳳中学校）との間で高校1年および併設中学校3年の生徒の交流をおこなって男女共学となった。一時期定時制課程を設置していたことがあったが、短期間で廃止されている。
1950年に大阪府立泉大津高等学校へ改称した。野球部が第32回全国高等学校野球選手権大会に出場した際に「泉大津」の名称を使用したことがきっかけとなった。

### 年表[8]
- 1940年 - 高等女学校の開校計画が持ち上がる。
- 1941年2月16日 - 大阪府立第十五高等女学校として設立認可。
- 1941年3月31日 - 大阪府立大津高等女学校に改称。
- 1941年4月15日 - 大阪府立大津高等女学校として仮校舎で開校。第1回入学式。
- 1942年9月17日 - 現在地に校舎竣工、移転。
- 1948年4月 - 大阪府立大津高等学校に改称。大阪府立鳳高等学校との交流で男女共学化。
- 1948年9月 - 校章制定。
- 1948年10月 - 定時制課程を設置。
- 1950年8月 - 野球部が第32回全国高等学校野球選手権大会に出場。
- 1950年10月25日 - 大阪府立泉大津高等学校に改称。
- 1951年3月 - 定時制課程を閉課程。
- 1953年6月 - 本館新築工事竣工。校舎の鉄筋化が始まる。
- 1961年9月 - 第2室戸台風により校舎被災。
- 1983年3月 - 本館南側に体育館竣工。
- 1996年1月 - 特別教室棟LANシステム工事竣工。
- 2011年 - 制服のデザインを変更。
- 2011年8月 - 第二LAN教室の整備完了。
- 2021年9月 - 生徒一人一台端末の配備。

## 部活動
野球部は1950年に第32回全国高等学校野球選手権大会に出場した。
地歴部は1948年創立。1950年代から1960年代にかけて池上・曽根遺跡や陶邑古窯跡群の発掘に携わるなど大阪府南部の遺跡調査で実績をあげ、マスコミでもたびたび取り上げられるなどした。

## 出身者
- 池田忠雄 - 和泉市長（第4代）
- 神谷昇 - 衆議院議員。泉大津市長（公選第8代）
- 斉藤祐子 - 芸人
- 太平シロー - 芸人（お笑いコンビ「太平サブロー・シロー」）
- もっちゃん - 芸人（お笑いコンビ「キャタピラーズ」）
- 夏夕介 - 俳優
- 山本富士子 - 女優（旧制大津高女から京都府立第一高女に転入）
- 湯浅崇 - 俳優
- 土田嘉徳 - プロ野球選手（近鉄バファローズ）
- 夛田凌輔 - サッカー選手（興國高校に転校）
- 荒川 - 芸人（お笑いコンビ「エルフ」）

## 関係者
- 森浩一 - 考古学者。元同校教諭。
- 西谷泉 - 教育学者（数学教育）。元同校教諭。

## 交通
- 阪和線 信太山駅より 南西へ約1.3km
- 阪和線 和泉府中駅より 北東へ約1.5km
- 南海本線 泉大津駅より 東へ約2.1km